# Малая Пушкарская улица
Ма́лая Пушка́рская у́лица — улица в Петроградском районе Санкт-Петербурга. Проходит от Большой Пушкарской улицы до улицы Ленина.

## История
На плане 1753 года А. Богданова улица обозначена как 2-я Пушкарская улица, дано по находившимся здесь пушкарским слободам.
Современное название Малая Пушкарская улица известно с 1797 года.